# Fuente espacial
Una fuente espacial es una estructura permanente destinada a poner materiales en órbita (un tipo de ascensor espacial), que se soporta mediante un bucle activo de materiales que suben y bajan. En contraste con el diseño original de ascensor espacial, no necesita estar en órbita geosincrónica, sino que se proyecta como una torre desde el terreno. Dado que una torre de esa altura no puede soportar su propio peso, usando materiales tradicionales, se lanzan bolas metálicas desde la base por el interior que una vez llegadas arriba se redirigen otra vez hacia abajo, impulsando la parte de arriba para que se sostenga. Un acoplamiento magnético de las bolas con la torre puede servir también para soportarla en puntos intermedios.
Una carga para poner en órbita se puede subir acoplada al flujo de bolas metálicas o subir por el lateral de la torre. A diferencia del ascensor espacial tradicional (básicamente un satélite puesto en órbita), como se soporta activamente, la fuente espacial no requiere materiales de una extrema resistencia a la tracción, se puede localizar en cualquier punto del planeta en lugar de sólo en el ecuador, y se puede hacer de cualquier altura (permitiendo por ejemplo, lanzamientos órbitas bajas). Sin embargo, su principal desventaja es que al ser una estructura activa, requiere una aportación constante de energía para mantenerse en pie.